# 프리키 제키
프리키 제키(Freekey Zekey)(본명:Ezekiel Jiles)는 미국의 랩가수이다.그는 디플로맷츠 소속이다.그는 2003년 7월 25일 총격을 당했으나,완치했다.그는 2006년 11월 음주운전을 하다가 적발된적도 있다.

## 앨범
2007: Book of Ezekiel

### 믹스테잎
2008: Blame It on the Henny
2008: Henny & a Cigarette
2009: The Zeek Effect